# Louis Bols
Louis Jean Bols (ur. 23 listopada 1867 w Kapsztadzie, zm. 13 września 1930 w Bath) – brytyjski generał major.

## Życiorys
Urodził się w Kapsztadzie w brytyjskiej Kolonii Przylądkowej w Afryce Południowej. Był synem belgijskiego dyplomaty. Wykształcił się w Lancing College w Lancing w Anglii.
W 1887 rozpoczął służbę wojskową w British Army. Został skierowany do Indii Brytyjskich. W 1895 wziął udział w ekspedycji wojskowej w celu uwolnienia fortu w mieście Chitral na granicy z Afganistanem. Gdy wybuchła II wojna burska został przeniesiony do Afryki Południowej.
W chwili wybuchu I wojny światowej Bols służył jako dowódca pułku. Został wysłany do Europy i wziął udział w walkach na froncie zachodnim. W listopadzie 1914 został ranny i dostał się do niemieckiej niewoli. Udało mu się stosunkowo szybko uciec i przedostać na stronę aliantów. Następnie został powołany na szefa Sztabu Głównego 3 Armii generała Edmunda Allenby. W 1917 razem z nim został przeniesiony do Sztabu Głównego Egipskiego Korpusu Ekspedycyjnego. Prowadził działania wojenne na półwyspie Synaj i w Palestynie przeciwko Imperium Osmańskiemu. Od czerwca 1919 do czerwca 1920 pełnił obowiązki wojskowego administratora Brytyjskiej Administracji w Palestynie. Niejasna rola, jaką odegrał podczas zamieszek w Nabi Musa w 1920 r., zakończyła jego karierę wojskową.